# Рич, Роберт, 3-й граф Уорик
Ро́берт Ри́ч, 3-й гра́ф Уо́рик (англ. Robert Rich, 3rd Earl of Warwick; 28 июня 1611 — 29 мая 1659) — английский аристократ, 3-й граф Уорик (1658—1659).

## Биография
Роберт Рич был старшим сыном Роберта Рича, 2-го графа Уорик и его супруги Фрэнсис Хаттон, дочери сэра Уильяма Хаттона и Элизабет Гунди. 
В 1619 году был зачислен в Грейс-Инн, в 1626 году поступил в Эммануил-колледж, который закончил в степени магистра. В 1629 году, в возрасте 17 лет, был избран в парламент от избирательного округа Эссекс. Затем Рич уехал на континент, где посетил Францию и в феврале 1632 года вернулся в Англию. В августе 1634 года Роберт был арестован за долги и содержался под стражей, но после вмешательства тёщи был освобождён, несмотря на свой отказ выплатить 1500 фунтов стерлингов.
Во время гражданской войны поддержал роялистов, сторонников короля Карла I. В апреле 1658 года, Роберт наследовал отцу в качестве графа Уорик, но 29 мая 1659 года умер в возрасте 47 лет. Его титул унаследовал его младший брат Чарльз.

## Семья
Его первой женой была леди Анна Кавендиш, дочь Уильяма Кавендиша, 2-го графа Девонширского и Кристиан Кавендиш. У них был единственный сын Роберт (ум. 1658), умерший при жизни отца.
Второй супругой Роберта Рича была леди Анна Чик, дочь сэра Томаса Чика и леди Эссекс Рич. У пары было трое дочерей: Анна, Мэри и Эссекс.